# قائمة الحاصلين على جائزة نوبل حسب البلد
فيما يلي قائمة بالحاصلين على جائزة نوبل موزعة حسب الدولة التي ينتمي إليها كل منهم.

## ملخص
| الدولة                  | عدد الفائزين |
| ----------------------- | ------------ |
| الولايات المتحدة        | 363          |
| المملكة المتحدة         | 123          |
| ألمانيا                 | 106          |
| فرنسا                   | 68           |
| السويد                  | 31           |
| روسيا/ الاتحاد السوفيتي | 27           |
| سويسرا                  | 26           |
| اليابان                 | 25           |
| كندا                    | 25           |
| استراليا                | 21           |
| ايطاليا                 | 20           |
| هولندا                  | 20           |
| بولندا                  | 16           |
| الدنمارك                | 14           |
| النرويج                 | 13           |
| اسرائيل                 | 12           |
| استراليا                | 12           |
| بلجيكا                  | 10           |
| جنوب أفريقيا            | 10           |
| الهند                   | 10           |
| هنغاريا                 | 9            |
| الصين                   | 9            |
| اسبانيا                 | 7            |
| ايرلندا                 | 7            |
| التشيك                  | 5            |
| الأرجنتين               | 5            |
| فنلندا                  | 5            |
| رومانيا                 | 4            |
| مصر                     | 4            |
| نيوزيلندا               | 3            |
| المكسيك                 | 3            |
| كولومبيا                | 2            |
| سانت لوسيا              | 2            |
| لوكسمبورغ               | 2            |
| تيمور الشرقية           | 2            |
| البوسنة والهرسك         | 2            |
| ليبيريا                 | 2            |
| روسيا البيضاء           | 2            |
| البرتغال                | 2            |
| اليونان                 | 2            |
| غواتيمالا               | 2            |
| تشيلي                   | 2            |
| الجزائر                 | 2            |
| أوكرانيا                | 2            |
| تركيا                   | 2            |
| ايران                   | 2            |
| باكستان                 | 2            |
| كوريا الجنوبية          | 2            |
| تونس                    | 2            |
| أذربيجان                | 1            |
| جزر فارو                | 1            |
| آيسلندا                 | 1            |
| قبرص                    | 1            |
| ترينيداد وتوباغو        | 1            |
| لاتفيا                  | 1            |
| سلوفينيا                | 1            |
| جمهورية مقدونيا         | 1            |
| ليتوانيا                | 1            |
| التبت                   | 1            |
| فلسطين                  | 1            |
| كوستاريكا               | 1            |
| بلغاريا                 | 1            |
| هونغ كونغ               | 1            |
| تايوان                  | 1            |
| اليمن                   | 1            |
| غانا                    | 1            |
| فنزويلا                 | 1            |
| بيرو                    | 1            |
| المغرب                  | 1            |
| كينيا                   | 1            |
| بورما                   | 1            |
| فيتنام                  | 1            |
| بنغلادش                 | 1            |
| نيجيريا                 | 1            |
| البرازيل                | 1            |

## أذربيجان
| الاسم      | المهنة      | المجال   | عام  | شركاء | سبب الحصول عليها                                              |
| ---------- | ----------- | -------- | ---- | ----- | ------------------------------------------------------------- |
| ليف لانداو | عالم فيزياء | الفيزياء | 1962 |       | عن جهوده العلمية وصيغه الرياضية لتفسير ظاهرة الميوعة الفائقة. |

## تونس
| الاسم                 | المهنة  | المجال   | عام  | شركاء                         | سبب الحصول عليها                                                               |
| --------------------- | ------- | -------- | ---- | ----------------------------- | ------------------------------------------------------------------------------ |
| الرباعي الراعي للحوار | لجنة    | السلام   | 2015 |                               | لإسهامهم في بناء المناخ الديموقراطي لتونس بعد ثورة الياسمين التونسية عام 2011. |
| منجي الباوندي         | كيميائي | الكيمياء | 2023 | لويس إي بروس و أليكسي إيكيموف | لاكتشاف واصطناع النقاط الكمومية.                                               |

## أستراليا
| الاسم                        | المهنة                                                             | المجال            | عام  | شركاء                                                     | سبب الحصول عليها |
| ---------------------------- | ------------------------------------------------------------------ | ----------------- | ---- | --------------------------------------------------------- | --- |
| بريان شميدت                  | عالم فلك أسترالي / أمريكي                                          | الفيزياء          | 2011 | سول بيرلموتر وآدم ريس.                                    | لتقديمه دليل على توسع المجرات                                                                                        |
| إليزابيث بلاكبيرن            | عالمة أحياء                                                        | الطب              | 2009 | مع تلميذتها كارول غريدر وجاك زوستاك                       | لاكتشافهم دور التيلومير في حماية الصبغيات (الكروموسومات) واكتشافهم لإنزيم التيلوميريز.                               |
| باري مارشال                  | طبيب يعمل أستاذاً للميكروبيولوجيا السريرية بجامعة أستراليا الغربية. | الطب              | 2005 | روبن وارن                                                 | لدورهما في إعادة اكتشاف البكتيريا الملوية البوابية (هليكوباكتر بيلوراي) ودورها في إحداث التهابات وقرح المعدة         |
| روبن وارن                    | عالم أمراض                                                         | الطب              | 2005 | باري مارشال                                               | لدورهما في إعادة اكتشاف البكتيريا الملوية البوابية (هليكوباكتر بيلوراي) ودورها في إحداث التهابات وقرح المعدة         |
| بيتر دوهرتي                  | جراح بيطري وباحث في مجال الطب                                      | الطب              | 1996 | رولف تسينكرناغل (سويسري)                                  | اكتشافه كيف تحمي الخلايا المناعية الجسم من الفيروسات                                                                 |
| جون هارساني                  | اقتصادي                                                            | الاقتصاد          | 1994 | جون فوربس ناش ورينهارد سولتن                              | لجهودهم في نظرية الألعاب                                                                                             |
| جون كورنفورث                 | كيميائي                                                            | الكيمياء          | 1975 |                                                           | لبحثه في الكيمياء الفراغية عن الانزيمات وردات فعلها                                                                  |
| باتريك وايت                  | أديب                                                               | الادب             | 1973 |                                                           | "لطريقته الرائعة والمؤثرة نفسيا في فن السرد والتي قامت بتقديم محتوى جديد للأدب" كما قيل في اقباس الأكاديمية السويدية |
| الكسندر بروخروف (روسي الأصل) | عالم فيزياء                                                        | الفيزياء          | 1964 | العالم الروسي نيكولاي باسوف والعالم الأمريكي شارلز تاونز. | عن ابحاثه الرائدة في ابتكار الليزر والماسر .                                                                         |
| جون إيكلس                    | عالم فيزيولوجيا وطبيب                                              | الطب وعلم الأعضاء | 1963 | ألان لويد هودجكين وأندرو هكسلي                            | لتجاربهما وأبحاثهما الرياضية المتعلقة بجهد الفعل.                                                                    |
| فرانك ماكفارلين بورنيت       | طبيبًا وعالم فيروسات                                                | الطب              | 1960 | البريطاني بيتر مدور.                                      | لنظريته القائلة بأن أجنة الحيوانات يمكنها اكتساب تحمل مناعي إذا عولجت بمستضد (أنتيجين) معين                          |
| هوارد فلوري                  | عالم صيدلة وأمراض                                                  | الطب              | 1945 | إرنست بوريس تشين وألكسندر فليمنغ                          | لدوره في تخليق عقار البنسلين                                                                                         |

## الأرجنتين
| الاسم                | المهنة                    | المجال                  | عام  | شركاء                     | سبب الحصول عليها                                                                            |
| -------------------- | ------------------------- | ----------------------- | ---- | ------------------------- | ------------------------------------------------------------------------------------------- |
| سيزار ميلشتاين       | عالم كيمياء حيوية         | الطب وعلم وظائف الأعضاء | 1984 | نيلس يرني (الدنمارك)      | اكتشافه لنظريات في نوعية التطور والتحكم بجهاز المناعة، واكتشافه قاعدة إنتاج الأجسام المضادة |
| أدولفو بريز إيسكيبل  | ناشط في مجال حقوق الانسان | السلام                  | 1980 |                           | الدفاع عن حقوق الإنسان                                                                      |
| لويس لولوار          | عالم كيمياء حيوية         | كيمياء                  | 1970 |                           | إكتشافه للمسارات الأيضية في اللاكتوز                                                        |
| برناردو هوساي        | عالم فيزيولوجيا           | الطب وعلم وظائف الأعضاء | 1947 | جرتي وكارل كوري(أمريكيان) | لإكتشافه دور هرمونات الغدة النخامية في تنظيم نسبة السكر (الجلوكوز) في الدم                  |
| كارلوس سافيدرا لاماس | أكاديمي وسياسي            | السلام                  | 1936 |                           | لوساطته بين بوليفيا وباراغواي وإنهاء حرب تشاكو في الأرجنتين                                 |

## البرازيل
| الاسم                   | المهنة | المجال | عام  | شركاء       | سبب الحصول عليها                  |
| ----------------------- | ------ | ------ | ---- | ----------- | --------------------------------- |
| بيتر مدور من أصل لبناني | طبيب   | الطب   | 1960 | فرانك بورنت | لاكتشافهما التحمل المناعي المكتسب |

## البوسنة والهرسك
| الاسم                                                           | المهنة  | المجال   | عام  | شركاء | سبب الحصول عليها                                                                    |
| --------------------------------------------------------------- | ------- | -------- | ---- | ----- | ----------------------------------------------------------------------------------- |
| فلاديمير بريلوغ ولد في سويسرا-كرواتيا الآن تسمى البوسنة والهرسك | كيميائي | الكيمياء | 1975 |       | لبحثه في الكيمياء المجسمة حول الذرات العضوية وردود الفعل.                           |
| إيفو أندريتش ولد في سويسرا-كرواتيا الآن تسمى البوسنة والهرسك    | أديب    | الأدب    | 1961 |       | "لجهوده العظيمة التي قام من خلالها بتتبع مصائر الانسانية المرسومة من تاريخ مدينته". |

## التشيك
| الاسم              | المهنة                   | المجال   | عام  | شركاء                                     | سبب الحصول عليها                                                                                           |
| ------------------ | ------------------------ | -------- | ---- | ----------------------------------------- | --- |
| ياروسلاف سيفرت     | كاتِب، وشاعر، وصحفي       | الأدب    | 1984 |                                           | لأشعاره التي تغطيها العذوبة وثروة الابتكار مما يقدم صورة متحررة عن روح وبراعة الانسان التي لا تُقهر.        |
| ياروسلاف هايروفسكي | كيميائي، عالم، مخترع     | الكيمياء | 1959 |                                           | لاكتشافه وتطويره لطريقة تخطيط الاستقطاب في التحليل                                                         |
| كارل كوري          | عالم كيمياء حيوية وأدوية | الطب     | 1947 | زوجته جرتي كوري والأرجنتيني برناردو هوساي | لاكتشافهم كيفية تحطم الغلايكوجين (النشا الحيواني) وإعادة تخليقه في الجسم لاستخدامه كمخزن للطاقة ومصدر لها. |
| جرتي كوري          | عالمة كيمياء حيوية       | الطب     | 1947 | زوجها كارل كوري والأرجنتيني برناردو هوساي | لاكتشافهم كيفية تحطم الغلايكوجين (النشا الحيواني) وإعادة تخليقه في الجسم لاستخدامه كمخزن للطاقة ومصدر لها. |
| برتا فون سوتنر     | ناشطة سلام نمساوية       | السلام   | 1905 |                                           | |

## الدنمارك
| الاسم             | المهنة                                                             | المجال            | عام  | شركاء                      | سبب الحصول عليها |
| ----------------- | ------------------------------------------------------------------ | ----------------- | ---- | -------------------------- | --- |
| ينز سكو           | كيميائي، وكاتب سير ذاتية، وأستاذ جامعي                             | الكيمياء          | 1997 | بول بوير وجون ووكر         | لإكتشافهم مضخة الصوديوم والبوتاسيوم |
| نيلس يرني         | عالم مناعة، وطبيب                                                  | الطب وعلم الأعضاء | 1984 | جورج كوهلر وسيزار ميلشتاين | "لنظرياتهم المتعلقة النوعية التي يتسم بها تطور الجهاز المناعي ولاكتشافهم قواعد تكون الأضداد وحيدة النسيلة"                                   |
| آجي بور           | فيزيائي، وتربوي، وأستاذ جامعي                                      | الفيزياء          | 1975 | جيمس رينوتر، وبن موتيلسون  | عن اكتشافهم للعلاقة بين حركة الجسيم والحركة الجماعية للجسيمات في النواة الذرية وتطوير نظرية بناء النواة الذرية مع أخذ تلك الحركة في الحسبان. |
| بن روي موتيلسون   | فيزيائي، وعالم نووي، وأستاذ جامعي                                  | الفيزياء          | 1975 | آجي بور، وجيمس رينوتر      | عن اكتشافهم للعلاقة بين حركة الجسيم والحركة الجماعية للجسيمات في النواة الذرية وتطوير نظرية بناء النواة الذرية مع أخذ تلك الحركة في الحسبان. |
| يوهانس فلهلم ينسن | كاتِب، وشاعر، وروائي، ومقالاتي، وصحفي، وكاتب العمود                 | الأدب             | 1944 |                            | لقوة وخصوبة خياله الشِعري والذي أشرك معه فضوله الفكري في نطاقٍ واسع وأسلوب مبدع وجريء وحديث.                                                   |
| هنريك دام         | عالم كيمياء حيوية، وطبيب، وتربوي، وأستاذ جامعي                     | الطب              | 1943 | إدوارد دويزي               | لاكتشافهما فيتامين ك ودوره في وظائف الجسم البشري                                                                                             |
| يوهانس فيبيغر     | طبيب، وعالم، وأستاذ جامعي                                          | الطب              | 1926 |                            | "لاكتشافه سرطان سبيروبتيرا" |
| نيلز بور          | فيزيائي، وكيميائي، وفيلسوف، وأستاذ جامعي، ورياضياتي، ولاعب كرة قدم | الفيزياء          | 1922 |                            | لمساهماته في فهم الهيكل الذري ونظرية الكم |
| أوغست كروغ        | طبيب، وعالم حيواني، وتربوي، وأستاذ جامعي                           | الطب              | 1920 |                            | لاكتشافه آلية تنظيم عمل الشعيرات الدموية في العضلات الهيكلية.                                                                                |
| كارل غيلوروب      | شاعر، وكاتب، وروائي، وكاتب مسرحي                                   | الادب             | 1917 | هنريك بونتوبيدان           | "لأشعاره الواسعة والثرية المستوحاة من المثل العليا"                                                                                          |
| هنريك بونتوبيدان  | كاتب، وروائي، وكاتب سير ذاتية                                      | الأدب             | 1917 | كارل غيلوروب               | لوصفه الحقيقي للحياة الحالية في الدنمارك |
| فريدريك باير      | كاتب، وسياسي، ومدرس، وكاتب سير ذاتية                               | السلام            | 1908 | كلاس بونتس ارنولدسون       | |
| نيلس فينسن        | طبيب، وأستاذ جامعي                                                 | الطب              | 1903 |                            | |

## السويد
| الاسم                      | المهنة                                                         | المجال   | عام  | شركاء                                                                | سبب الحصول عليها                                                |
| -------------------------- | -------------------------------------------------------------- | -------- | ---- | -------------------------------------------------------------------- | --------------------------------------------------------------- |
| سفانت أرينيوس              | عالم كيمياء                                                    | الكيمياء | 1903 |                                                                      |                                                                 |
| كلاس بونتس ارنولدسون       | سياسي وصحفي وناشط سلام سويدي                                   | السلام   | 1908 | فريدريك باير (الدنمارك)                                              |                                                                 |
| غوستاف دالين               |                                                                | الفيزياء | 1912 |                                                                      | اختراع صمامات آلية صممت لتستخدم مع مراكمات الغاز في المنارات.   |
| فرنر فون هايدنستام         | شاعر                                                           | الأدب    | 1916 |                                                                      |                                                                 |
| كارل هايلمار برانتينج      | رئيس وزراء سويدي سابق وعضو في مجلس عصبة الأمم                  | السلام   | 1921 | كريستيان لويس لانج (النرويج)                                         |                                                                 |
| كارل مان سيغباهن           | عالم فيزياء                                                    | الفيزياء | 1924 |                                                                      | اكتشافاته في مجال مطيافية الأشعة السينية X-ray spectroscopy     |
| تيودور سفيدبيرغ            | عالم كيمياء                                                    | الكيمياء | 1926 |                                                                      |                                                                 |
| هانس فون أويلر شلبين       | عالم كيمياء                                                    | الكيمياء | 1929 | آرثر هاردن (المملكة المتحدة)                                         | لأبحاثهما حول تخمر السكر وإنزيم التخمر                          |
| لارس أولف ناثان سود بريلوم | رجل دين                                                        | السلام   | 1930 |                                                                      |                                                                 |
| إريك أكسل كارلفلت          | شاعر                                                           | الأدب    | 1931 |                                                                      |                                                                 |
| جورج هيفيشي                | عالم كيمياء سويدي من أصل مجري                                  | الكيمياء | 1943 |                                                                      |                                                                 |
| أرني تيسيليوس              | عالم كيمياء حيوية                                              | الكيمياء | 1948 |                                                                      |                                                                 |
| بار لاغركفيست              | أديب                                                           | الأدب    | 1951 |                                                                      |                                                                 |
| داغ همر شولد               | اقتصادى سويدي، الأمين العام للأمم المتحدة بين 1953 و1961.      | السلام   | 1961 |                                                                      |                                                                 |
| نيلي زاكس                  | شاعرة وأديبة (ألمانية الأصل)                                   | الأدب    | 1966 | شموئيل يوسف عجنون (إسرائيل)                                          | "لأعمالها الشعرية والمسرحية التي فسرت القدر اليهودي بقوة واضحة" |
| هانس ألففين                |                                                                | الفيزياء | 1970 | لويس نيل (فرنسا)                                                     |                                                                 |
| إيفند جونسون               | أديب                                                           | الأدب    | 1974 | هاري مارتنسون (السويد)                                               |                                                                 |
| هاري مارتنسون              | أديب                                                           | الأدب    | 1974 | إيفند جونسون (السويد)                                                |                                                                 |
| كاي سيغبان                 |                                                                | الفيزياء | 1981 | نيكولاس بلومبرغن (الولايات المتحدة)، آرثر شافلوف (الولايات المتحدة). |                                                                 |
| أولفا ميرال                | ديبلوماسية ومندوبة في الجمعية العامة للأمم المتحدة لنزع السلاح | السلام   | 1982 | ألفونسو جارسيا روبلز (المكسيك)                                       |                                                                 |

## الصين
| الاسم                                           | المهنة                                               | المجال   | عام  | شركاء                      | سبب الحصول عليها |
| ----------------------------------------------- | ---------------------------------------------------- | -------- | ---- | -------------------------- | --- |
| تو يويو                                         | كيميائية وعالمة صيدلية، ومخترعة، وأستاذة جامعية      | الطب     | 2015 | ساتوشي أومورا ووليام كامبل | لإكتشافها الأرتيميسينين |
| مو يان                                          | كاتب                                                 | الادب    | 2012 |                            | لأنه "يدمج الهلوسة الواقعية بالحكايات الشعبية، والتاريخ والمعاصرة"                                                                         |
| ليو شياوبو                                      | شاعر، وكاتِب، وناشط حقوق الإنسان، وناقد أدبي          | السلام   | 2010 |                            | لكفاحه الطويل والسلمي من أجل حقوق الإنسان الأساسية في الصين                                                                                |
| أي إيتشي نيجيشي وُلد في منشوريا                  | كيميائي، وبروفيسور                                   | الكيمياء | 2010 | ريتشارد هيك وأكيرا سوزوكي  | لتطويرهم وسيلة تسهل تصنيع كيماويات مركبة مثل الموجودة في الطبيعة ومن بينها مواد يمكن أن تساعد على مكافحة السرطان                           |
| تشارلز كاو إستلم الجائزة كمواطن بريطاني وأمريكي | فيزيائي، ومهندس، وعالم، ومخترع، ورائد أعمال          | الفيزياء | 2009 |                            | "لانجازاته الرائدة في مجال انتقال الضوء في الالياف الضوئية من اجل الاتصالات البصرية"                                                       |
| جاو كسينغجيان إستلم الجائزة كمواطن فرنسي        | كاتِب، ورسام، ومترجم، وروائي، وكاتب مسرحي، وناقد أدبي | الأدب    | 2000 |                            | لمجموعة اعماله التي تتميز بأنها ذات صلاحية عالمية، وذات رؤية لاذعة، وبراعة لغوية، الأمر الذي فتح طرق جديدة امام الدراما والروايات الصينية. |
| دانيل تسوي إستلم الجائزة كمواطن أمريكي          | فيزيائي، وأستاذ جامعي                                | الفيزياء | 1998 | روبرت لافلين وهورست شتورمر | عن تفسيرهم تأثير هول الكمي الجزئي |
| إدموند فيشر وُلد في الصين                        | عالم كيمياء حيوية                                    | الطب     | 1992 | إدوين كريبس                | لاكتشافهما عملية الفسفرة القابلة للانعكاس ودورها في تنشيط البروتينات وتنظيم العديد من العمليات الخلوية.                                    |
| تينزن غياتسو                                    | الدالاي لاما الرابع عشر                              | السلام   | 1989 |                            | لمساهماته في ترويج مبادئ الحرية في التبت المحتلة من قبل الصين.                                                                             |
| تشين يانج                                       | فيزيائي، وأستاذ جامعي                                | الفيزياء | 1957 | تسونج لي                   | عن بحوثهما واكتشاف عدم انحفاط التجانس بفعل القوة الضعيفة                                                                                   |
| تسونج لي                                        | فيزيائي، وأستاذ جامعي                                | الفيزياء | 1926 | تشين يانج                  | عن بحوثهما واكتشاف عدم انحفاط التجانس بفعل القوة الضعيفة                                                                                   |
| والتر براتين وُلد في الصين                       | عالم فيزياء                                          | الفيزياء | 1956 | جون باردين ووليام شوكلي    | من أجل اختراعهم الترانزيستور. |

## العراق
| الاسم      | المهنة                     | المجال | عام  | شركاء         | سبب الحصول عليها                                                                 |
| ---------- | -------------------------- | ------ | ---- | ------------- | -------------------------------------------------------------------------------- |
| نادية مراد | ناشطة في مجال حقوق الإنسان | السلام | 2018 | دينيس موكويغي | لنشاطهما ضد الاغتصاب والعنف والاستعباد الجنسي كسلاح في الحروب والنزاعات المسلحة. |

## النمسا
| الاسم                         | المهنة | المجال            | عام   | شركاء                                         | سبب الحصول عليها                                                                                    |
| ----------------------------- | --- | ----------------- | ----- | --------------------------------------------- | --------------------------------------------------------------------------------------------------- |
| مارتين كاربلوس (أمريكي الأصل) | يعمل كبروفسور للكيمياء في جامعة هارفارد، كما أنه مدير مخبر كيمياء الفيزياء الحيوية المشترك بين المركز الوطني الفرنسي للبحث العلمي وجامعة ستراسبورغ. | الكيمياء          | 2013  | مايكل لويت وأريه وارشيل                       | على أعمالهم في تطوير نماذج متعددة القياسات للأنظمة الكيميائية المعقدة.                              |
| الوكالة الدولية للطاقة الذرية | منظمة غير حكومية مستقلة وتعمل تحت إشراف الأمم المتحدة هدفها تشجيع الاستخدامات السلمية للطاقة النووية والحد من التسلح النوي.                         | السلام            | 2005  |                                               | لمساهمتها في التقليل من استخدام الطاقة الذرية                                                       |
| إلفريدي يلينيك                | روائية | الأدب             | 2004  |                                               | لأن جريان موسيقاها يتوالف من تيار الأصوات الموسيقية والأصوات المضادة في رواياتها واعمالها الدرامية. |
| إريك كاندل                    | عالم أعصاب | الطب وعلم الأعضاء | 2000  | الأمريكي بول غرينغارد و السويدي أرفيد كارلسون | لأبحاثه عن الأسس الفسيولوجية لاختزان المعلومات في الخلايا العصبية.                                  |
| والتر كون                     | كيميائي وفيزيائي | الكيمياء          | 1998  | جون بوبل                                      | لتطويره الكثافة النظرية الوظيفية.                                                                   |
| فريدريش فون هايك              | إقتصادي | الإقتصاد          | 1974  | جونار ميردال                                  | لعملهما في مجال نظرية المال والدورة الاقتصادية ومجالات أخرى.                                        |
| كونراد لورنتس                 | عالم حيوان وطيور وسيكولوجي حيوان | الطب وعلم الأعضاء | 1973  | نيكولاس تينبرغن وكارل فون فريش                | لإكتشافاته المتعلقة بنمط السلوكات الفردية والإجتماعية                                               |
| كارل فون فريش                 | عالم سلوك حيواني | الطب              | 1973  | لورنتس وتينبرغن.                              | لإنجازاته في الفسيولوجبا السلوكية وأعماله الرائدة في التواصل بين الحشرات.                           |
| ماكس بيروتس                   | كيميائي | الكيمياء          | 1962  | جون كندرو                                     | لأعمالهما على تركيب البروتينات الخلوية.                                                             |
| فولفغانغ باولي                | عالم فيزياء نظرية | الفيزياء          | 1945  |                                               | لمساهمته في اكتشاف قانون جديد للطبيعة وهو مبدأ استبعاد باولي.                                       |
| ريشارد كون                    | عالم كيمياء حيوية | كيمياء            | 1938  |                                               | لإنجازاته المتعلقة بالفيتامينات.                                                                    |
| أوتو لوفي                     | طبيب وعالم أدوية | الطب              | 1936  | هنري ديل                                      | لاكتشافه الأستيل كولين                                                                              |
| فيكتور هس                     | عالم فيزيائي | الفيزياء          | 1936  | كارل ديفيد أندرسون                            | عن اكتشافه الأشعة الكونية                                                                           |
| إرفين شرودنغر                 | فيزيائي | الفيزياء          | 1933م |                                               | إكتشافه لمعادلة شرودنجر                                                                             |
| كارل لاندشتاينر               | عالم أحياء وَطبيب | الطب              | 1930  |                                               | وضعَ نِظاماً حديثاً لتقسيم فصائل الدم مُعتمداً على التعرف على عوامل التَراص المَوجودة في الدم               |
| يوليوس فاغنر فون ياورغ        | طبيب | الطب              | 1927  |                                               | لإكتشافه لقيمة علاجية لتلقيح الملاريا في علاج الخرف الجزئي                                          |
| ريشارد سيغموندي               | كيميائي | الكيمياء          | 1925  |                                               | لأبحاثه على الكلويد.                                                                                |
| فريتز بريغل                   | كيميائي | الكيمياء          | 1923  |                                               | لمساهماته المهمة في التحليل الكمي والكيمياء العضوية والتي كان لها دور مهم في مجال تحليل العناصر     |
| روبرت باراني                  | طبيب | الطب              | 1914  |                                               | عن أبحاثه في فسيولوجيا وأمراض الجهاز الدهليزي للأذن الداخلية.                                       |
| ألفريد هيرمان                 | صحفي وناشط سلام | السلام            | 1911  | توبياس ميخائيل كايل آسر                       | لتأسيسه الحركة الألمانية للسلام                                                                     |
| برتا فون سوتنر                | ناشطة سلام | السلام            | 1905  |                                               | |

## اليمن
| الاسم      | المهنة             | المجال | عام  | شركاء                           | سبب الحصول عليها                         |
| ---------- | ------------------ | ------ | ---- | ------------------------------- | ---------------------------------------- |
| توكل كرمان | ناشطة وصحفية يمنية | السلام | 2011 | إيلين جونسون سيرليف، ليما غبوي. | مشاركتها في قيادة الثورة السلمية اليمنية |

## بلجيكا
| الاسم                      | المهنة | المجال   | عام  | شركاء                       | سبب الحصول عليها |
| -------------------------- | --- | -------- | ---- | --------------------------- | --- |
| فرنسوا انغليرت             | عالم فيزياء نظرية وبروفيسور فيزياء في جامعة بروكسل الحرة، و بروفيسور في مدرسة الفيزياء و الفلك بجامعة تل أبيب، وعضو في معهد دراسات الكم بجامعة تشابمان في كاليفورنيا | الفيزياء | 2010 | بيتر هيغز                   | لأبحاثهما في مجال البوزون هيغز، و الذي يتيح معرفة أصول كتل الجسيمات دون الذرية.                                                                         |
| إيليا بريغوجين من أصل روسي | كيميائي وفيزيائي | الكيمياء | 1977 |                             | لأعماله على الأنظمة الكيميائية المعقدة والأنظمة الكيميائية المبددة والعملية غير عكوسة                                                                   |
| كريستيان دو دوف            | عالم بلجيكي تخصص في علم الأحياء الخلوي والكيمياء الحيوية | الطب     | 1974 | جورج بالاد وألبير كلود      | لإكتشافه بالصدفة عضيتان خلويتان وجسيم تأكسدي وجسيم حال.                                                                                                 |
| ألبير كلود                 | عالم أحياء | الطب     | 1974 | جورج بالاد وكريستيان دو دوف | لإكتشافهم التنظيم الهيكلي والوظيفي للخلية. |
| دومينيك بير                | رجل دين بلجيكي وراهب دومنيكاني | السلام   | 1958 |                             | لعمله من أجل اللاجئين خلال الحرب العالمية الثانية. |
| كورناي هايمانس             | عالم وظائف أعضاء فلمنكي | الطب     | 1938 |                             | تقديرًا لأبحاثه التي بين فيها الآلية التي يقدّر بها الجسم ضغط الدم وتركيز الأكسجين في الدم وينقلهما إلى المخ.                                             |
| جول بورديه                 | عالم أحياء دقيقة ومناعة | الطب     | 1919 |                             | "لاكتشافاته المتعلقة بنظام المناعة" |
| هنري لافونتين              | محامٍ بلجيكي دولي ورئيس المكتب الدولي للسلام. | السلام   | 1913 |                             | لدوره الفعال في قيادة حركات السلام في انحاء أوروبا |
| موريس ماترلينك             | كاتب وشاعر وكاتب مسرحي | الأدب    | 1911 |                             | بفضل أعمال كان الاهتمام الأساس فيها منصباً على مسألة الموت ومعنى الحياة، في لغة جددت في التيار الرمزي، كما جددت في اللغة نفسها.                          |
| أوجست ماري فرنسوا برناريت  | سياسي | السلام   | 1909 |                             | لأعماله في محكمة التحكيم الدائمة |
| معهد القانون الدولي        | تهدف المنظمة إلى دراسة ونشر القانون الدولي. | السلام   | 1904 |                             | بينما تغطي توصياتها القانون الدولي في كثير من أشكاله، تتعلق أغلب قراراتها بقوانين الإنسان بشكل خاص وحل المنازعات سلميا. ولهذا السبب إستلمت جائزة النوبل |

## بلغاريا
| الاسم        | المهنة                  | المجال | عام  | شركاء | سبب الحصول عليها                                            |
| ------------ | ----------------------- | ------ | ---- | ----- | ----------------------------------------------------------- |
| إلياس كانيتي | روائي وكاتب مسرحي وباحث | الأدب  | 1981 |       | لكتاباته التي جسدت نظرته الفسيحة وثراء أفكاره وقوته الفنية. |

## بنغلادش
| الاسم     | المهنة                                  | المجال | عام  | شركاء      | سبب الحصول عليها                                      |
| --------- | --------------------------------------- | ------ | ---- | ---------- | ----------------------------------------------------- |
| محمد يونس | أستاذ الاقتصاد السابق في جامعة شيتاجونج | السلام | 2006 | بنك غرامين | لما بذلوه من جهود لخلق التنمية الاقتصادية والاجتماعية |

## تشيلي
| الاسم            | المهنة | المجال | عام  | شركاء | سبب الحصول عليها                                                                                                 |
| ---------------- | ------ | ------ | ---- | ----- | --- |
| بابلو نيرودا     | شاعر   | الأدب  | 1971 |       | "لأشعاره الممزوجة بالقوة العنصرية والتي تحضر أحلام ومصائر حية"                                                   |
| جابرييلا ميسترال | شاعرة  | الأدب  | 1945 |       | اعمالها الشعرية الملهمة بتعبيراتها القوية والتي حولت اسمها إلى رمز يمثل التطلعات المثالية لشعوب أمريكا اللاتينية |

## تيمور الشرقية
| الاسم                     | المهنة                       | المجال | عام  | شركاء                | سبب الحصول عليها                                |
| ------------------------- | ---------------------------- | ------ | ---- | -------------------- | ----------------------------------------------- |
| كارلوس فيليب اكسيمنس بيلو | كهنوت                        | السلام | 1996 | جوزيه راموس هورتا    | للعمل في إيجاد حل سلمي للصراع في تيمور الشرقية. |
| جوزيه راموس هورتا         | سياسي، ومحامي، ومستشار حقوقي | السلام | 1996 | كارلوس فيليب اكسيمنس | للعمل في إيجاد حل سلمي للصراع في تيمور الشرقية. |

## جزر فارو
| الاسم      | المهنة             | المجال | عام  | شركاء | سبب الحصول عليها |
| ---------- | ------------------ | ------ | ---- | ----- | --- |
| نيلس فينسن | طبيب، وأستاذ جامعي | الطب   | 1903 |       | كإعتراف بمساهماته بمعالجة الامراض خاصة الذئبة الشائعة بواسطة إشعاع الضوء المركز وبذلك فقد فتح سبيل جديد في العلوم الطبية |

## روسيا البيضاء
| الاسم                        | المهنة | المجال   | عام  | شركاء                                                   | سبب الحصول عليها |
| ---------------------------- | --- | -------- | ---- | ------------------------------------------------------- | --- |
| سفيتلانا أليكسييفيتش         | صحفية وكاتبة | الأدب    | 2015 |                                                         | على اعمالها المتعددة الاصوات التي تفند معاناة عصرنا وشجاعته                                                                    |
| زوريس ألفيروف                | فيزيائي | الفيزياء | 2000 | العالم الألماني هربرت كرومر والعالم الأمريكي جاك كيلبي. | بحوثه الرائدة في مجال فيزياء توليف المواد و تطوير الإلكترونيات.                                                                |
| شمعون بيريز كمواطن إسرائيلي  | سياسي وشخصية عامّة إسرائيلية أيقونية، شغل منصب رئيس الدولة (وهو منصب فخري في إسرائيل)                                       | السلام   | 1994 | رابين وياسر عرفات.                                      | شرع في مفاوضات تمخضت عن توقيع اتفاقية أوسلو مع منظمة التحرير الفلسطينية في سبتمبر 1993                                         |
| مناحم بيجن (كمواطن إسرائيلي) | سياسي إسرائيلي ومؤسس حزب الليكود وسادس رؤساء وزراء إسرائيل. وقبل قيام دولة إسرائيل كان قائد المنظمة العسكرية القومية إرجون | السلام   | 1978 | انور السادات                                            | توقيع معاهدة سلام مصرية إسرائيلية                                                                                              |
| سيمون كوزنتس                 | اقتصادي وإختصاصي إحصاء | اقتصاد   | 1971 |                                                         | لمساهمته تجريبيًا في إيجاد تفسير للنمو الإقتصادي الذي قاد إلى خلق نظرة عميقة داخل الاقتصاد وداخل الهيكل الاجتماعي وعملية التطور |

## فرنسا
| الاسم                                                      | المهنة                | المجال   | عام  | شركاء                                          | سبب الحصول عليها |
| ---------------------------------------------------------- | --------------------- | -------- | ---- | ---------------------------------------------- | --- |
| إستير دوفلو                                                | اقتصادية، وبروفيسورة  | الاقتصاد | 2019 | الهندي أبهيجيت بانيرجي الأمريكي مايكل كريمر    | أبحاثهم حول أفضل الطرق لمحاربة الفقر في العالم، وذلك عبر تقسيم هذه المشكلة إلى تساؤلات أصغر قابلة للإدارة بصورة أفضل، مثل التدخلات الأكثر فعالية لتحسين صحة الطفل، وأضافت اللجنة أن الجائزة ستُقسم بالتساوي على الباحثين الثلاثة. |
| جيرار مورو                                                 | فيزيائي، وأستاذ جامعي | الفيزياء | 2018 | الكندية دونا ستريكلاند                         | عملهما في مجال الليزر، واختراع ما يُسمى بـ"تضخيم النبض المقطوع" |
| جان بيار سوفاج                                             | كيميائي               | الكيمياء | 2016 | الاسكتلندي فريزر ستودارت والهولندي بين فيرينغا | نتيجة أبحاثهم في "تصميم واصطناع الآلات الجزيئية". |
| جان تيرول                                                  | اقتصادي، وأستاذ جامعي | الاقتصاد | 2014 |                                                | عن عمله على "ترويض المؤسسات القوية" |
| باتريك موديانو                                             | روائي                 | الأدب    | 2014 |                                                | "لفن الذاكرة الذي أثار به أكثر المصائر البشرية التي لا يمكن فهمها وكشف عن عالم حياة الاحتلال" |
| سيرج حاروش ولد في المغرب (وقتها كانت تحت الحماية الفرنسية) |                       | الفيزياء | 2012 | الأمريكي ديفيد وينلاند                         | لدورهما فيما يتعلق بقياس والتلاعب بالجزيئات الأحادية دون التأثير في الطبيعة الميكانيكية للمادة |

## فنلندا
| الاسم | المهنة                                    | المجال   | عام  | شركاء                                 | سبب الحصول عليها |
| --- | ----------------------------------------- | -------- | ---- | ------------------------------------- | --- |
| بينغت هولمستروم | عالم اقتصاد، أستاذ جامعي                  | الإقتصاد | 2016 | الأمريكي أوليفر هارت                  | لمساهمتهم في نظرية العقد. |
| مارتي أهتيسآري | سياسي، ودبلوماسي                          | السلام   | 2008 | -                                     | لمجهوداته على مدى عقود لحل النزاعات الدولية.                                                                                 |
| رانيار غرانيت ولد في دوقية فنلندا الكبرى، والتي كانت جزءا من الامبراطورية الروسية في الأعوام ما بين 1809–1917       | عالم أعصاب، وطبيب، وتربوي، وأستاذ جامعي   | الطب     | 1967 | الأمريكيين هالدان هارتلاين وجورج والد | "لإكتشافاتهم المتعلقة بالعملية البصرية الفسيولوجية والكيميائية الأولية في العين"                                             |
| أرتوري فيرتانن ولد في دوقية فنلندا الكبرى، والتي كانت جزءا من الامبراطورية الروسية في الأعوام ما بين 1809–1917      | كيميائي، وعالم كيمياء حيوية، وأستاذ جامعي | الكيمياء | 1945 | -                                     | "لأبحاثه وإختراعاته في الكيمياء الزراعية والغذائية، خاصة طريقة حفظ العلف"                                                    |
| فرانس إيميل سيلانبا ولد في دوقية فنلندا الكبرى، والتي كانت جزءا من الامبراطورية الروسية في الأعوام ما بين 1809–1917 | روائي                                     | الأدب    | 1939 | -                                     | حسب ما جاء في موقع جائزة نوبل "لفهمه العميق لفلاحة بلاده وللفن الرائع الذي وصف من خلاله طريقتهم في الحياة وعلاقتهم بالطبيعة" |

## قبرص
| الاسم             | المهنة       | المجال   | عام  | شركاء                     | سبب الحصول عليها                                                                |
| ----------------- | ------------ | -------- | ---- | ------------------------- | ------------------------------------------------------------------------------- |
| كريستوفر بيساريدس | خبير اقتصادي | الاقتصاد | 2010 | بيتر دايموند وديل مورتنسن | تقديرًا لدورهم في تطوير نظريات تفسر التفاعل بين السياسات الاقتصادية وسوق العمالة |

## كرواتيا
| الاسم                                 | المهنة  | المجال   | عام  | شركاء         | سبب الحصول عليها                                           |
| ------------------------------------- | ------- | -------- | ---- | ------------- | ---------------------------------------------------------- |
| ليو بولد روزيتشكا                     | كيميائي | الكيمياء | 1939 | أدولف بوتنانت | لانجازاته على البولي ميثيلين وعلى تربينات أعلى.            |
| فلاديمير بريلوغ وُلد في نمسا الهنغارية | كيميائي | الكيمياء | 1975 |               | لأبحاثه في الكيمياء المجسمة عن الأجزاء العضوية وردود فعلهم |

## كوستاريكا
| الاسم               | المهنة         | المجال | عام  | شركاء | سبب الحصول عليها                                                  |
| ------------------- | -------------- | ------ | ---- | ----- | ----------------------------------------------------------------- |
| أوسكار آرياس سانشيز | اقتصادي ومحامي | السلام | 1987 |       | على إحياء السلام والعمل على إيجاد حل للنزاعات المسلحة في المنطقة. |

## كولومبيا
| الاسم                 | المهنة                                | المجال | عام  | شركاء | سبب الحصول عليها |
| --------------------- | ------------------------------------- | ------ | ---- | ----- | --- |
| خوان مانويل سانتوس    | رئيس كولومبيا                         | السلام | 2016 |       | لمجهوده من أجل المفاوضات لتحقيق معاهدة سلام مع الأحزاب في الدولة                                                      |
| غابرييل غارثيا ماركيث | روائي وصحفي وناشر وناشط سياسي كولومبي | الأدب  | 1982 |       | وذلك تقديرًا للقصص القصيرة والرويات التي كتبها، والتي يتشكل بها الجمع بين الخيال والواقع في عالم هادئ من الخيال المثمر |

## كندا
| الاسم                               | المهنة | المجال   | عام  | شركاء                           | سبب الحصول عليها |
| ----------------------------------- | --- | -------- | ---- | ------------------------------- | --- |
| آرثر ماكدونالد                      | فيزيائي | الفيزياء | 2015 | تاكاكي كاجيتا                   | لأبحاثه على جسيمات النيوترينو.                                                                                              |
| آليس مونرو                          | كاتبة قصص قصيرة | الأدب    | 2013 |                                 | لريادتها في كتابة القصص القصيرة                                                                                             |
| رالف ستاينمان                       | عالم كندي في علم المناعة وبيولوجيا الخلايا                                                                                                | الطب     | 2011 | بروس بوتلر وجول هوفمان          | اكتشافه للخلية الشجرية ودورها في المناعة التكيفية                                                                           |
| ويلارد بويل                         | عالم فيزياء | الفيزياء | 2009 | جورج سميث                       | لإختراعه لاقط الصور الرقمية «سي سي دي» الذي يعتبر العين الإلكترونية لكاميرات الصور الرقمية.                                 |
| جاك زوستاك ولد في المملكة المتحدة   | عالم بيولوجيا | الطب     | 2009 | إليزابيث بلاكبيرن وكارول غريدر. | لاكتشافهم دور التيلومير في حماية الصبغيات.                                                                                  |
| روبرت ماندل                         | أستاذا للاقتصاد | الإقتصاد | 1999 |                                 | لأعماله الرائدة في مجال الاعمال النقدية                                                                                     |
| مايرون سكولز                        | إقتصادي مالي | الإقتصاد | 1997 |                                 | لإكتشافه طريقة لتحديد قيمة المشتقات.                                                                                        |
| ويليام فيكري                        | برفسور اقتصاد | الإقتصاد | 1996 | جيمس ميرليس                     | لأبحاثه في نظرية الاقتصاد عن الحوافز تحت المعلومات غير المتماثلة                                                            |
| مؤتمر باجواش للعلوم والشؤون الدولية | منظمة دولية تحاول جمع علماء الدين والشخصيات العامة من أجل العمل على التقليل من مخاطر النزاعات المسلحة وإيجاد حلول لتهديدات الأمن العالمي. | السلام   | 1995 |                                 | لعملهما على نزع السلاح النووي                                                                                               |
| برترام بروكهاوس                     | عالم فيزياء | لفيزياء  | 1994 | كليفورد شال                     | عن مجهوداتهم الرائدة لتطوير تقنية تشتت النيوترونات لأغراض دراسة المادة المكثفة، وبصفة خاصة لتطوير التحليل الطيفي النيوتروني |
| مايكل سميث وُلد في المملكة المتحدة   | كيميائي | الكيمياء | 1993 | كاري موليس                      | لأعماله لتطوير الطفرات موجهة الموقع                                                                                         |
| رودولف ماركوس                       | كيميائي | الكيمياء | 1958 |                                 | لمساهماته في نظرية التفاعلات لتقل الإلكترونات في الأنظمة الكيميائية.                                                        |
| ريتشارد تيلور                       | عالم فيزيائي | الفيزياء | 1990 | جيروم فريدمان وهنري كيندال      | عن تجاربهم في مجال تشتت الإلكترونات العالية الطاقة عند اصطدامها بالبروتونات والنيوترونات                                    |
| سيدني ألتمان                        | عالم كيمياء حيوية | الكيمياء | 1989 | توماس كتش                       | لأعماله على الخصائص المحفزة للحمض النووي الريبوزي                                                                           |
| جون تشارلس بولانيي                  | و كيميائي | الكيمياء | 1986 |                                 | لأبحاثه في الحركية الكيميائية                                                                                               |
| هنري تاوب                           | كيميائي | الكيمياء | 1983 |                                 | لأبحاثه حول تفاعلات نقل الالكترونات في المعقدات المعدنية                                                                    |
| ديفيد هوبل                          | عالم في مجال الفزيولوجيا العصبية | الطب     | 1981 | تورستن فيزل                     | لاكتشافاتهم المتعلقة معالجة المعلومات في النظام البصري                                                                      |
| سول بيلو                            | أديب | الأدب    | 1976 |                                 | "لفهمه الإنسان وتحليله الفصيح للثقافة المعاصرة الممزوجة في عمله"                                                            |
| غيرهارد هيرتسبيرغ                   | فيزيائي وعالم فيزياء كيميائية | الكيمياء | 1971 |                                 | لمساهماته في إثراء معرفة البنية الإلكترونية والهندسية لِلجزيء، خاصةً الشوارد الحرة                                            |
| تشارلس هوغنس                        | جراح مسالك بولية | الطب     | 1966 | بيتون روس.                      | لاكتشافاته المتعلقة بالعلاج الهرموني لسرطان البروستاتا                                                                      |
| ليستر بولز بيرسون                   | سياسي | السلام   | 1957 |                                 | لتنظيم الطوارئ التابعة للأمم المتحدة بالقوة لحل أزمة قناة السويس.                                                           |
| ويليام جيوك                         | كيميائي | الكيمياء | 1949 |                                 | لعمله على خصائص المادة عند اقتراب حررارتها من الصفر المطلق                                                                  |
| فردريك بانتنغ                       | طبيب | الطب     | 1923 | جون مكليود                      | تقديرًا لاكتشاف هرمون الأنسولين الذي مهد الطريق لنجاح الأطباء في علاج داء البول السكري.                                      |
| جون مكليود                          | طبيب وعالم وظائف أعضاء | الطب     | 1923 | فردريك بانتنغ                   | تقديرًا لاكتشاف هرمون الأنسولين الذي مهد الطريق لنجاح الأطباء في علاج داء البول السكري.                                      |
| إرنست رذرفورد                       | عالم فيزياء | الكيمياء | 1908 |                                 | لأبحاثه في تفسخ العناصر وكيميائية إشعاع نشاط المواد                                                                         |

## مصر
| الاسم             | المهنة                                                   | المجال   | عام  | شركاء                         | سبب الحصول عليها |
| ----------------- | -------------------------------------------------------- | -------- | ---- | ----------------------------- | --- |
| محمد أنور السادات | رئيس جمهورية مصر العربية السابق                          | السلام   | 1978 | مناحم بيجن                    | عقد اتفاقية السلام بين مصر وإسرائيل وإنهاء حالة الحرب المعلنة منذ 1948 م                                                      |
| نجيب محفوظ        | أديب وروائي                                              | الآداب   | 1988 |                               | لكتاباته الأدبيه التي شكلت فن السرد العربي وأصبحت جزء من التراث الإنساني و تأليفه كتب و رويات يبلغ عددها حوالي 30كتاب و رواية |
| أحمد زويل         | أستاذ كرسي الكيمياء الفيزيائية - معهد كالتاك بكاليفورنيا | الكيمياء | 1999 |                               | لاكتشافه زمن الفيمتو ثانية وصنعه كاميرا تقوم بتصوير التفاعل الكميائي في جزءٍ من الواحد في المليون والتي سماه (لفيمتو ثانية)    |
| د. محمد البرادعي  | رئيس الوكالة الدولية للطاقة الذرية                       | السلام   | 2005 | الوكالة الدولية للطاقة الذرية | لمجهوداته في الحد من استخدام الطاقة النووية للأغراض العسكرية، وتأكيد استخدامها للأغراض السلمية                                |